# Seven (David Bowie)
Seven è un singolo del cantautore britannico David Bowie, pubblicato nel 2000 ed estratto dall'album 'hours...'.

## Tracce
Versione UK 1
1. Seven (Marius De Vries mix) - 4:12
2. Seven (Beck mix) - 3:44
3. Seven (Original demo) - 4:05

Versione UK 2
1. Seven (Album version) - 4:27
2. I'm Afraid of Americans (Nine Inch Nails version) - 5:30

Versione UK 3
1. Seven (live)
2. Something in the Air (live)
3. The Pretty Things Are Going to Hell (live)

Versione internazionale 1
1. Seven (Marius De Vries mix) - 4:12
2. Seven (Beck mix) - 3:44
3. Seven (live)
4. Seven (Original demo) - 4:05
5. Seven (Album version) - 4:04

Versione internazionale 2
1. Seven (Marius De Vries mix) - 4:12
2. Seven (Beck mix) - 3:44

## Formazione
- David Bowie - voce, chitarra acustica
- Mark Plati - sintetizzatore, basso
- Reeves Gabrels - chitarra elettrica
- Sterling Campbell - batteria